# Machaonia
Machaonia – rodzaj roślin z rodziny marzanowatych (Rubiaceae). Należą do niego 44 gatunki:

## Systematyka
Pozycja systematyczna według APweb (aktualizowany system APG IV z 2016)
Rodzaj należący do rodziny marzanowatych (Rubiaceae), która jest kladem bazalnym w obrębie rzędu goryczkowców (Gentianales) z grupy astrowych spośród roślin okrytonasiennych.
Gatunki
| - Machaonia acuminata - Machaonia acunae - Machaonia brasiliensis - Machaonia calcicola - Machaonia coulteri - Machaonia cymosa - Machaonia dumosa - Machaonia fasciculata - Machaonia floribunda - Machaonia galeottiana - Machaonia grandis - Machaonia hahniana - Machaonia haitiensis - Machaonia havanensis - Machaonia leonardorum - Machaonia lindeniana - Machaonia littoralis - Machaonia martineziorum - Machaonia martinezorum - Machaonia martinicensis - Machaonia micrantha - Machaonia microphylla | - Machaonia minutifolia - Machaonia nipensis - Machaonia ottonis - Machaonia pauciflora - Machaonia peruviana - Machaonia portoricensis - Machaonia pringlei - Machaonia pubescens - Machaonia rotundata - Machaonia spinosa - Machaonia subinermis - Machaonia sulphurea - Machaonia tiffina - Machaonia trifurcata - Machaonia tysonii - Machaonia urbaniana - Machaonia urbinoi - Machaonia variifolia - Machaonia velutina - Machaonia veracruseana - Machaonia williamsii - Machaonia woodburyana |

## Zagrożenie i ochrona
Jeden gatunek (Machaonia woodburyana) jest zagrożony wg Czerwonej księgi gatunków zagrożonych.